# Marco Peduceo Priscino
Marco Peduceo Priscino  fue un senador romano, que desarrolló su cursus honorum a finales del siglo I y comienzos del siglo II, bajo los imperios de Domiciano, Nerva, Trajano y Adriano.

## Carrera pública
Era hijo de Quinto Peduceo Priscino, consul ordinarius en 93. En 110, por voluntad de Trajano, fue designado consul ordinarius. Ya bajo Adriano, entre 124 y 125 desempeñó el cargo de procónsul de la provincia romana de Asia. Su hijo fue Marco Peduceo Estloga Priscino, consul ordinarius en 141.